# アルハミヤー文学
アルハミヤー文学（アルハミヤーぶんがく、スペイン語: Aljamía、アラビア語: عجمية、英語: Aljamiado）とは、イスラム教徒支配下のアル＝アンダルスで、ロマンス語をアラビア文字で表した文書群のこと。

## 起源
アルハミヤーの起源はアル＝アンダルスにおいて発達したロマンス語のアラビア文字表記法である。この表記法は主としてモサラベ語に用いられたが、レコンキスタ終了後アラビア語がイスラム文化弾圧により圧迫され、カスティーリャ語での著作を余儀なくされたモリスコの間では、この表記法を用いてムスリムとしての自らのアイデンティティーを守ろうとする動きが広まった。

## 発展と衰退
アルハミヤーが発展したのは16世紀中盤以降である。アルハミヤーで書かれた宗教書や文学作品、医学書、日常の文書などが現在までに多数発見されており、その隆盛を今に伝えている。しかしアルハミヤーは早くも17世紀前半には衰退し始めた。その理由としてはスペイン王権のイスラム文化への抑圧がより一層厳しくなり、アラビア語のみならずアルハミヤーすら邪教徒の習俗として弾圧され始めたことがある。この時期にはイスラム教徒の反乱が南部イベリアで頻発しており、ついにスペイン王国は全てのムスリムに強制改宗か国外追放かを迫ることとなる。結果的にほとんどのムスリムが改宗を受け入れたが、同時に10万人以上のムスリムがマグリブへと移住させられた。この後アラビア語はもちろんアルハミヤーもほぼ壊滅状態となり、遅くとも18世紀にはその記録は完全に途絶えた。

## 言語学的特徴
基本的にはカスティーリャ語（スペイン語）をアラビア文字で表したものであり、同時代における通常のスペイン語との大きな語法的違いは存在しない。しかしムスリムによって使用された経緯から、アルハミヤーで書かれた文書にはアラビア語由来の単語がやや多く使われる傾向にある。また最末期のものは文法、語法、語彙共にカスティーリャ語に接近していたため、場合によってはアルハミヤーとの区別が付きがたいこともある。

## 備考
セルバンテスの17世紀の小説『ドン・キホーテ』には、物語の原文はアラブの歴史家によって書かれたという設定があり、セルバンテスが原文を解読するためにアルハミヤーが読めるモリスコを探すという場面がある。